# Good Timin': Live at Knebworth England 1980
Albums de The Beach Boys
Classics Selected by Brian Wilson
(2002) Sounds of Summer: The Very Best of The Beach Boys
(2003)
Good Timin': Live at Knebworth England 1980 est un album des Beach Boys sorti en 2002. Il retrace leur concert au festival de Knebworth, en Angleterre, le 21 juin 1980. Il existe également un DVD du concert, sorti au même moment.

## Titres
Toutes les chansons sont de Brian Wilson et Mike Love, sauf mention contraire.
| No  | Titre                                                                                 | Durée |
| --- | ------------------------------------------------------------------------------------- | ----- |
| 1.  | Intro                                                                                 | 0:49  |
| 2.  | California Girls                                                                      | 3:10  |
| 3.  | Sloop John B (trad. arr. Brian Wilson)                                                | 3:04  |
| 4.  | Darlin'                                                                               | 2:37  |
| 5.  | School Days (Chuck Berry)                                                             | 3:26  |
| 6.  | God Only Knows (Brian Wilson, Tony Asher)                                             | 2:51  |
| 7.  | Be True to Your School                                                                | 2:27  |
| 8.  | Do It Again                                                                           | 3:08  |
| 9.  | Little Deuce Coupe (Brian Wilson, Roger Christian)                                    | 2:14  |
| 10. | Cotton Fields / Heroes and Villains (Huddie Ledbetter / Brian Wilson, Van Dyke Parks) | 5:19  |
| 11. | Happy Birthday Brian                                                                  | 1:25  |
| 12. | Keepin' the Summer Alive (Carl Wilson, Randy Bachman)                                 | 3:42  |
| 13. | Lady Lynda (Al Jardine, Ron Altbach)                                                  | 5:01  |
| 14. | Surfer Girl (Brian Wilson)                                                            | 2:39  |
| 15. | Help Me, Rhonda                                                                       | 4:05  |
| 16. | Rock and Roll Music (Chuck Berry)                                                     | 2:22  |
| 17. | I Get Around                                                                          | 2:14  |
| 18. | Surfin' U.S.A. (Brian Wilson, Chuck Berry)                                            | 2:54  |
| 19. | You Are So Beautiful (Dennis Wilson, Billy Preston)                                   | 3:13  |
| 20. | Good Vibrations                                                                       | 6:03  |
| 21. | Barbara Ann (Fred Fassert)                                                            | 2:46  |
| 22. | Fun, Fun, Fun                                                                         | 4:49  |

## Musiciens

### The Beach Boys
- Al Jardine : guitare, chant
- Bruce Johnston : claviers, basse, chant
- Mike Love : chant
- Brian Wilson : claviers, chant
- Carl Wilson : guitare, chant
- Dennis Wilson : batterie, claviers, chant

### Musiciens supplémentaires
- Ed Carter : guitare
- Joe Chemay : basse, chœurs
- Bobby Figueroa : percussions, batterie, chœurs
- Mike Meros : claviers